# Донна Сімпсон
Донна Сімпсон (англ. Donna Simpson; нар. 1967, Нью-Джерсі, США) — жінка, котра хотіла стати однією з найважчих жінок світу. Зокрема, вона хотіла б досягти ваги 1000 фунтів (450 кг). Станом на червень 2010 року, Донна Сімпсон важила 602 фунтів (273 кг). Донна створила свій власний сайт, де її шанувальники чоловіки платять, щоб подивитися, як вона їсть фастфуд. Вона також є найтовстішою жінкою-матір'ю у світі. Донна народила дитину, коли її вага дорівнювала 241 кг. У вересні 2010 року Донна Сімпсон потрапила до Книги рекордів Гіннеса як «Найтовстіша жінка-мати». У Донни Сімпсон двоє дітей. Сину 14 років, а дочці — 3 роки.
У березні-червні 2010 року Донна Сімпсон важила 602 фунтів (273 кг). Її ІМТ становив 103,9. 27 грудня 2010 року вага Донни Сімпсон досягла 292 кг при зрості 157,5 см. Виходячи з цих даних станом на 27 грудня 2010 року індекс маси тіла Донни Сімпсон становить 117,7. Донна Сімпсон щодня споживає 12000 кілокалорій.